# SEAMLESS SINGLES
『SEAMLESS SINGLES』（シームレス シングルス）は、CHAGE and ASKAの企画シングル。Kitty Mercuryから2004年4月7日に発売された。
タイトルの表記に関しては『Seamless Singles』という表記も見られるが、当項目では公式ウェブサイトでの表記に従う。

## 解説
同年8月にデビュー25周年を控えたCHAGE and ASKAの企画シングル盤。
シングル4曲を、全曲リマスタリングして収録している。「SAY YES」と「YAH YAH YAH」は、シングルバージョンの音源を使用している。
同年6月から3か月連続で、CD-BOX『CHAGE and ASKA 25th Anniversary BOX-1・2・3』が発売され、『風舞』から『NOT AT ALL』までのオリジナル・アルバム20作と、サウンドトラックアルバム『熱い想い』がリマスタリングされて収録されている。

## 収録曲
| 全作詞・作曲: ASKA。 |                          |           |            |                |      |
| #                    | タイトル                 | 作詞      | 作曲・編曲 | 編曲           | 時間 |
| 1.                   | 「SAY YES」              | ASKA      | ASKA       | 十川知司       | 4:46 |
| 2.                   | 「めぐり逢い」           | ASKA      | ASKA       | 澤近泰輔       | 5:53 |
| 3.                   | 「僕はこの瞳で嘘をつく」 | ASKA      | ASKA       | 十川知司       | 5:23 |
| 4.                   | 「YAH YAH YAH」          | ASKA      | ASKA       | ASKA、十川知司 | 4:52 |
| 合計時間:            | 合計時間:                | 合計時間: | 20:54      |                |      |

## 楽曲解説
※累計売上枚数は、オリコン調べ。
1. SAY YES
1991年発売の27枚目シングル。累計売上枚数282万枚。歴代シングルチャート第7位。
三菱自動車「GRANDIS」『38才のグランディス篇』CMソング[2]。
2. めぐり逢い
1994年発売の36枚目シングル。累計売上枚数125万枚。
3. 僕はこの瞳で嘘をつく
1991年発売の28枚目シングル。累計売上枚数81万枚。
4. YAH YAH YAH
1993年発売の31枚目シングル。累計売上枚数241万枚。歴代シングルチャート第11位。